# Liste der Präsidenten der Republik Kongo

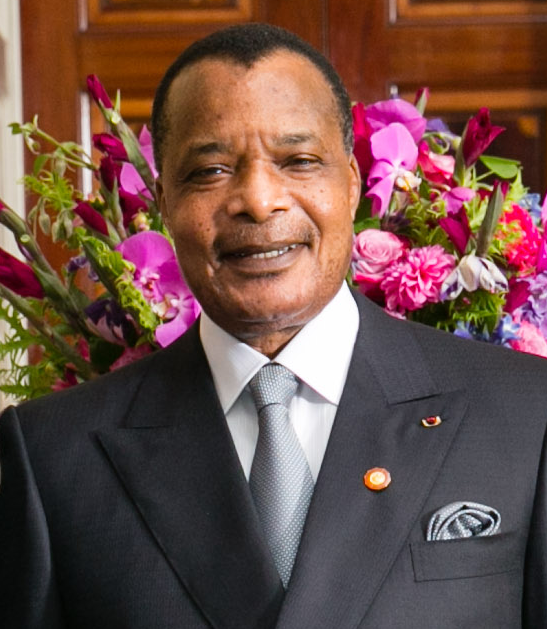
Denis Sassou-Nguesso, derzeitiger Präsident der Republik Kongo

Dieser Artikel gibt die Präsidenten der Republik Kongo seit ihrer Unabhängigkeit 1960 wieder. Das Land ist nach seiner Hauptstadt auch als Kongo-Brazzaville bekannt und hieß von 1969 bis 1992 Volksrepublik Kongo.
| Name                    | Beginn der Amtszeit | Ende der Amtszeit | Bemerkung |
| ----------------------- | ------------------- | ----------------- | --- |
| Fulbert Youlou          | 15. August 1960     | 15. August 1963   | erster Präsident des Landes; durch einen Putsch gestürzt                                                                                 |
| Alphonse Massemba-Débat | 15. August 1963     | 4. September 1968 | durch einen Putsch an die Macht gekommen, wurde er selbst durch einen vertrieben                                                         |
| Alfred Raoul            | 5. September 1968   | 31. Dezember 1968 | leitete als Premierminister einer Militärjunta eine Übergangsregierung                                                                   |
| Marien Ngouabi          | 1. Januar 1969      | 18. März 1977     | baute das Land in einen Ein-Parteien-Staat um, kam bei einem Putschversuch ums Leben                                                     |
| Joachim Yhombi-Opango   | 18. März 1977       | 5. Februar 1979   | folgte seinem Vetter Ngouabi nach; musste nach innerparteilichen Auseinandersetzungen zurücktreten                                       |
| Denis Sassou-Nguesso    | 5. Februar 1979     | 31. August 1992   | zwang seinen Vorgänger zum Rücktritt; wurde bei den ersten freien Wahlen abgewählt                                                       |
| Pascal Lissouba         | 31. August 1992     | 15. Oktober 1997  | erster demokratisch gewählter Präsident; wurde in einem Bürgerkrieg gestürzt                                                             |
| Denis Sassou-Nguesso    | 25. Oktober 1997    | amtierend         | kam im Bürgerkrieg an die Macht zurück, regiert das Land seitdem autoritär; letzte Wahl: Präsidentschaftswahl in der Republik Kongo 2016 |